# Marius Wulff
Marius Wulff, född 1 januari 1881 i Köpenhamn, Danmark, död där 2 februari 1953, var en dansk författare, journalist och manusförfattare. 

## Filmmanus
- 1914 – Dömen icke
- 1917 – Paradisfågeln
- 1917 – Fru Bonnets felsteg